# Lars Salvius
Lars Salvius, né le 18 septembre 1706 à Sigtomta, dans le comté de Södermanland, et décédé le 5 mars 1773 à Klara, dans le comté de Stockholm, est un éditeur, imprimeur et libraire suédois.

## Biographie
Fils d'un pasteur, Lars Salvius est scolarisé à l'école de Nyköping et au gymnase de Porvoo, puis étudie à l'Académie royale d'Åbo (1730-1733) et à l'université d'Uppsala (1734-1736),. Après ses études, il travaille pour la Cour d'appel de Stockholm, puis, après 1738, pour le Ministère du commerce. Parallèlement, il publie un journal consacré à des réflexions économiques.  
Lorsque l'Académie royale des sciences de Suède est fondée en 1739, il y est impliqué d'emblée pour des tâches - bénévoles - de notariat et il y rencontre des gens comme le naturaliste Carl von Linné (1707-1778) et l'homme politique Anders Johan von Höpken (1712-1789). A la même époque, il commence l'écriture d'une série de livres consacrés à la topographie suédoise, mais doit renoncer en 1741 en raison des publications du géographe Erik Tuneld (1709-1788),. 
En 1742, il épouse Helena Indebetou, veuve de l'imprimeur Johan Laurentius Horrn. Il prend alors la succession de Horrn et se dans l'édition et la vente de livres, sa librairie étant considérée comme la meilleure de Suède. Premier éditeur suédois à avoir suivi un cursus universitaire, Salvius est également le premier à payer les écrivains de manière substantielle. En tant qu'éditeur, il se fait connaître en publiant la plus grande partie des œuvres de Carl von Linné (1707-1778) et d'autres naturalistes suédois, ce qui lui permet à la fois de vendre leurs droits à l'étranger et d'être choisi pour publier des auteurs étrangers. À partir de 1745, il publie également une revue scientifique, la Lärda Tidningar.
En plus de ses activités d'éditeur et de libraire, Salvius a lutté contre l'usage croissant du français dans la bonne société suédoise.